# Kvantumhálózat
A kvantumhálózat egy tervezett telekommunikációs infrastruktúra, amin az adatot a hagyományos bináris kód helyett kvantumbitek reprezentálják. A fejlesztés alatt álló elmélet lehetővé tenné, hogy a ma elérhető sávszélesség megsokszorozódjon. Az ötlet a kvantum-összefonódáson alapul. Az ilyen elven működő hálózatok a kvantumkriptográfiának köszönhetően rendkívül biztonságosak is.

## Kronológia
- 2003. október 23.
Megkezdi működését a DARPA Quantum Network
A világ első kvantum-titkosított, működő hálózata tökéletesen működik a BBN Labs-ben
- 2004. júniusa
A DARPA Quantum Network összeköti az egyetem kampuszait
A Harvard University összeköttetésbe kerül a BBN Technologies kampusszal. A kapcsolat folyamatos.
- 2004. decembere
A hálózat már hat csomópontból áll
- 2005. júniusa
A DARPA Quantum Network kiterjesztése szabad kapcsolatokra

## Külső hivatkozások
- New Journal of Physics: Building the quantum network[halott link] (angol)
- vnunet.com: First quantum computer network goes online (angol)
- BBN Technologies: Quantum Cryptography (angol)